# Загородська сільська рада
Загородська сільська́ ра́да (біл. Загародскі сельсавет) — адміністративно-територіальна одиниця у складі Пінського району Берестейської області Білорусі. Адміністративний центр — село Камень.

## Склад
Населені пункти, що підпорядковувалися сільській раді станом на 2009 рік:
| Населений пункт     | Тип  | Населення, осіб (2009) |
| ------------------- | ---- | ---------------------- |
| Борки               | село | 407                    |
| Камень              | село | 845                    |
| Кругле              | село | 14                     |
| Погост-Загородський | село | 359                    |

## Населення
За переписом населення Білорусі 2009 року чисельність населення сільської ради становила 1625 осіб.

### Національність
Розподіл населення за рідною національністю за даними перепису 2009 року:
| Національність                | Осіб | Відсоток |
| ----------------------------- | ---- | -------- |
| білоруси                      | 1575 | 96,92 %  |
| росіяни                       | 33   | 2,03 %   |
| українці                      | 6    | 0,37 %   |
| поляки                        | 4    | 0,25 %   |
| національність не повідомлена | 3    | 0,18 %   |
| національність не вказана     | 2    | 0,12 %   |
| балкарці                      | 1    | 0,06 %   |
| дві та більше національності  | 1    | 0,06 %   |
| Разом                         | 1625 | 100 %    |